# Elena Bruckner
Elena Bruckner (* 14. April 1998 in San José, Kalifornien) ist eine US-amerikanische Leichtathletin, die sich auf den Diskuswurf spezialisiert hat.

## Sportliche Laufbahn
Elena Bruckner wuchs in San José auf und sammelte 2016 erste internationale Erfahrungen, als sie bei den U20-Weltmeisterschaften in Bydgoszcz mit 15,73 m den siebten Platz im Kugelstoßen belegte und auch im Diskusbewerb mit 52,04 m auf Rang sieben gelangte. Im selben Jahr begann sie ein Studium an der University of Texas at Austin, welches sie 2021 abschloss. 2023 startete sie bei den Weltmeisterschaften in Budapest und schied dort mit 55,94 m in der Qualifikationsrunde aus. Ende Oktober belegte sie bei den Panamerikanischen Spielen in Santiago de Chile mit 57,61 m den sechsten Platz.

## Persönliche Bestleistungen
- Kugelstoßen: 17,36 m, 27. Mai 2021 in College Station
  - Kugelstoßen (Halle): 16,82 m, 29. Februar 2020 in Ames
- Diskuswurf: 62,38 m[1], 27. April 2024 in Clovis, CA